# 西井孝明
西井 孝明（にしい たかあき、1959年12月27日 - ）は日本の実業家。第13代味の素株式会社代表取締役社長。

## 人物・経歴
奈良県生まれ。奈良県立畝傍高等学校を経て、1982年同志社大学文学部社会学科（現・社会学部）卒業、味の素入社。2002年から人事を担当し、味の素冷凍食品取締役家庭用事業部長を経て、2009年から味の素人事部長。2011年執行役員に昇格。2013年から取締役常務執行役員ラテンアメリカ本部長兼ブラジル味の素社長として、現場主義でブラジルの商店を回った。2015年から新興国担当者としては初めてとなる代表取締役社長を務め、機能性商品へのシフトを進めた。2022年味の素特別顧問。2023年花王取締役、第一三共取締役。

## メディア出演
BSテレビ東京、日経モーニングプラスFT　2021年8月19日　